# Pihem
Pihem és un municipi francès situat al departament del Pas de Calais i a la regió dels Alts de França. L'any 2007 tenia 948 habitants.

## Demografia

### Població
El 2007 la població de fet de Pihem era de 948 persones. Hi havia 317 famílies de les quals 36 eren unipersonals (8 homes vivint sols i 28 dones vivint soles), 98 parelles sense fills, 175 parelles amb fills i 8 famílies monoparentals amb fills.
La població ha evolucionat segons el següent gràfic:
Habitants censats

### Habitatges
El 2007 hi havia 334 habitatges, 326 eren l'habitatge principal de la família, 2 eren segones residències i 6 estaven desocupats. Tots els 334 habitatges eren cases. Dels 326 habitatges principals, 284 estaven ocupats pels seus propietaris, 41 estaven llogats i ocupats pels llogaters i 1 estava cedit a títol gratuït; 5 tenien dues cambres, 32 en tenien tres, 88 en tenien quatre i 202 en tenien cinc o més. 292 habitatges disposaven pel capbaix d'una plaça de pàrquing. A 113 habitatges hi havia un automòbil i a 191 n'hi havia dos o més.

### Piràmide de població
La piràmide de població per edats i sexe el 2009 era:
| Homes | Edats   | Dones |
| ----- | ------- | ----- |
| 0     | 95 o +  | 0     |
| 0     | 90 a 94 | 1     |
| 1     | 85 a 89 | 5     |
| 1     | 80 a 84 | 7     |
| 12    | 75 a 79 | 12    |
| 12    | 70 a 74 | 16    |
| 13    | 65 a 69 | 20    |
| 14    | 60 a 64 | 19    |
| 11    | 55 a 59 | 16    |
| 28    | 50 a 54 | 28    |
| 49    | 45 a 49 | 41    |
| 40    | 40 a 44 | 40    |
| 32    | 35 a 39 | 35    |
| 42    | 30 a 34 | 34    |
| 24    | 25 a 29 | 31    |
| 24    | 20 a 24 | 23    |
| 45    | 15 a 19 | 37    |
| 35    | 10 a 14 | 38    |
| 33    | 5 a 9   | 26    |
| 21    | 0 a 4   | 29    |

## Economia
El 2007 la població en edat de treballar era de 642 persones, 488 eren actives i 154 eren inactives. De les 488 persones actives 449 estaven ocupades (250 homes i 199 dones) i 37 estaven aturades (15 homes i 22 dones). De les 154 persones inactives 38 estaven jubilades, 65 estaven estudiant i 51 estaven classificades com a «altres inactius».

### Ingressos
El 2009 a Pihem hi havia 340 unitats fiscals que integraven 987 persones, la mediana anual d'ingressos fiscals per persona era de 17.417 €.

### Activitats econòmiques
Dels 18 establiments que hi havia el 2007, 1 era d'una empresa extractiva, 5 d'empreses de construcció, 3 d'empreses de comerç i reparació d'automòbils, 3 d'empreses de transport, 1 d'una empresa d'hostatgeria i restauració, 1 d'una empresa d'informació i comunicació, 2 d'entitats de l'administració pública i 2 d'empreses classificades com a «altres activitats de serveis».
Dels 10 establiments de servei als particulars que hi havia el 2009, 1 era un taller de reparació d'automòbils i de material agrícola, 2 paletes, 3 fusteries, 1 lampisteria, 1 perruqueria, 1 restaurant i 1 saló de bellesa.
Dels 2 establiments comercials que hi havia el 2009, 1 era una gran superfície de material de bricolatge i 1 una joieria.
L'any 2000 a Pihem hi havia 18 explotacions agrícoles que ocupaven un total de 728 hectàrees.

## Equipaments sanitaris i escolars
El 2009 hi havia una escola elemental.

## Poblacions més properes
El següent diagrama mostra les poblacions més properes.